# Václav Souček (fotbalista, 1933)
Václav Souček (* 19. dubna 1933 Lysá nad Labem) je bývalý český fotbalista.

## Hráčská kariéra
Začínal po válce v klubu SK Lysá nad Labem, v němž hrál až do roku 1952. V československé lize hrál za Slavoj Liberec v ročníku 1953 a vstřelil jeden prvoligový gól, kterým v neděli 11. října 1953 otevřel skóre utkání DSO Baník Kladno – DSO Slavoj Liberec 5:2 (poločas 0:2). Během základní vojenské služby nastupoval za VSJ Praha Karlín a po jejím skončení působil ve druholigovém Slavoji České Budějovice. Roku 1956 nastoupil jako mechanik do TOS n. p. Čelákovice (pracoval zde až do 90. let) a začal hrát za druholigový Spartak Čelákovice. Za Čelákovice hrál druhou ligu až do roku 1967.

### Prvoligová bilance
| Ročník         | Zápasy | Góly | Minuty | Klub           |
| -------------- | ------ | ---- | ------ | -------------- |
| I. liga 1953   | 6      | 1    | –      | Slavoj Liberec |
| CELKEM I. LIGA | 6      | 1    | –      |                |